# Dominic Stanca (actor)

Dominic Stanca (n. 31 ianuarie 1926, Cluj – d. 26 iulie 1976) a fost un actor, autor, dramaturg, poet și traducător român. Este fiul medicului Dominic Stanca și al Corneliei, născută Vlad. A fost căsătorit cu doamna Sorana Coroamă-Stanca din 1954.

## Biografie
Urmează clasele primare între anii 1932 - 1936, apoi cursurile Școlii Normale de Învățători din Cluj. În 1936, tatăl său transmite Editurii ziarului "Patria" un caiet al său de compoziții, poezii, caricaturi și desene, intitulat "Ziua bună se cunoaște de dimineață", foarte bine primit de critică.
Între anii 1936 - 1940, urmează primele clase de liceu la Seminarul Pedagogic al Universității din Cluj. Continuă ultimele clase de liceu la Liceul "Aurel Vlaicu" din Orăștie (1940 - 1944), unde familia sa se refugiase, după Dictatul de la Viena.
Din 1941, datează parodia, în 6 tablouri "Suferințele tânărului Faust", scrisă la Orăștie. Impresionat de realitățile războiului, scrie ciclul de poeme "Ceruri arse" (1942 - 1945). Debut literar cu poezia "Crengi" în "Revista Fundațiilor Regale" (1944). La insistențele familiei se înscrie la Facultatea de Medicină a Universității "Regele Ferdinand I" Cluj (Sibiu) la care renunță însă curând. Între 1944 - 1946, se atașează grupării "Cercului literar" de la Sibiu. Se înscrie la Facultatea de Drept a Universității din Cluj (1944). Din anul 1945, începe să scrie ciclul "Nunțile de la Romos", care vor fi tipărite în volumul "Strada care urcă la cer" (1997). Între 1946 - 1949, urmează cursurile Academiei de Muzică și Artă Dramatică din Cluj, specialitatea dramă - comedie.
După terminarea facultății este angajat la Teatrul Național din Cluj (1948 - 1952), unde joacă alături de mari actori ca: Marietta Sadova, Ion Tâlvan, Dorina Ghibu. Primul său rol ca actor este în piesa "Frederic Chopin" a lui Ștefan Horea, după care urmează alte roluri în piese de Mihai Davidoglu, I.L. Caragiale, Maxim Gorki, etc. Între 1952 - 1953, evoluează ca actor la Teatrul din Reșița. Revine la Cluj în 1953, la Teatrul Național, unde rămâne până în 1954, când Marietta Sadova îl aduce, prin transfer, la Teatrul "Constantin Nottara" din București. În același an, se căsătorește cu Sorana-Iosefina-Caterina Plăcinteanu (în teatru Sorana Coroamă),  regizor de teatru. Debutează editorial cu volumul "Roata cu șapte spițe" la ESPLA (1957).

## Roluri în teatru
- Horatio din „Hamlet”, de William Shakespeare,
- Busto din „Steaua Seviliei”, de Lope de Vega,
- Ferdinand din „Intrigă și iubire”, de Friedrich Schiller,
- Chiriac din „O noapte furtunoasă”, de Ion Luca Caragiale.

## Filmografie
- Aventurile lui Tom Sawyer (1968)
- Moartea lui Joe Indianul (1968)

## Scrieri
- Roata cu șapte spițe (povestiri), Editura ESPLA, 1957
- Pentr-un hoț de împărat volumul anterior, adăugit cu un ciclu de povestiri despre Avram Iancu, 1968
- Hurmuzul jupîniței, 1968
- O sălbatică floare, 1976
- Balade, 1971
- Itinerar dacic, 1972
- Strada care urcă la cer (balade), 1977
- Timp scufundat (ediție îngrijită de Sorana Coroamă – Stanca și Mariana Vartic), Editura Eminescu, 1981
- Un ceas de hârtie (versuri, traduceri, jurnal – ediție îngrijită de Sorana Coroamă–Stanca), 1984